# Curro (futbolista)
Antonio José González García (Santa Amalia, Badajoz, 27 de noviembre de 1981), más conocido como Curro, es un futbolista español que actúa en la posición de mediocentro o en la mediapunta. Desde 2023 juega en el Club Deportivo Metelinense de la Segunda División Extremeña.

## Trayectoria
Ha militado en equipos como el Diter Zafra, la Unión Deportiva Las Palmas dónde consiguió un ascenso a Segunda División, el C. D. Villanueva de Córdoba o Real Oviedo. Debutó en la Segunda División con el C. F. Extremadura precisamente en uno de los campos dónde ha desarrollado su mejor fútbol: el Carlos Tartiere.Tras la desaparición del Club Deportivo Badajoz ficha por el Extremadura Union Deportiva de la Tercera División de Extremadura.
En el Real Oviedo Curro vistió la camiseta con el 10 durante 3 años. Durante la campaña 2009-10 Curro fue decisivo en varios partidos y fijo para Pichi Lucas en el centro del campo. Sin embargo, al finalizar dicha temporada, Curro no fue renovado por la directiva.
Para la temporada 2010-11 fue contratado por la Cultural Leonesa. Pero tras los problemas económicos que acusa el club leonés, el 28 de enero de 2011 ficha por el C. D. Badajoz volviendo a su Extremadura natal, club que ya pretendió su fichaje en verano de 2010 y por el que curiosamente estuvo cerca de fichar en la temporada 2002/03, cuando los extremeños militaban en Segunda División.
Tras el descenso administrativo por impagos y la triste desaparición del histórico club de la capital pacense, vuelve al Extremadura, equipo en el que se hizo futbolista.
Tras 5 años en el Extremadura U. D., en noviembre de 2016 iniciaría un recorrido por varios clubes de la misma región, primero firmó por el C. D. Santa Amalia donde jugó lo que restaba de temporada, más tarde por el C. D. Don Benito donde jugaría otra media temporada y finalmente volvería al C. D. Santa Amalia donde firmaría hasta 2020. Posteriormente ficharía por el C. D. Quintana donde jugaría 2 temporadas.
En la temporada 2022-23 firmaría por el C. D. Hernán Cortés y al año siguiente firmaría por el C. D. Metelinense.

## Clubes
| Club                   | País   | Años      |
| ---------------------- | ------ | --------- |
| C. F. Extremadura "B"  | España | 1999–2001 |
| C. F. Extremadura      | España | 2001      |
| Atlético de Madrid "B" | España | 2001–2002 |
| C. D. Don Benito       | España | 2002      |
| Elche "B"              | España | 2002–2003 |
| C. D. Santa Amalia     | España | 2003–2004 |
| Díter Zafra            | España | 2004–2005 |
| U. D. Las Palmas       | España | 2005–2006 |
| C. D. Villanueva       | España | 2006–2007 |
| Real Oviedo            | España | 2007-2010 |
| Cultural Leonesa       | España | 2010-2011 |
| C. D. Badajoz          | España | 2011-2012 |
| Extremadura U. D.      | España | 2012-2016 |
| C. D. Santa Amalia     | España | 2017      |
| C. D. Don Benito       | España | 2017      |
| C. D. Santa Amalia     | España | 2018-2020 |
| C. D. Quintana         | España | 2020-2022 |
| C. D. Hernán Cortés    | España | 2022-2023 |
| C. D. Metelinense      | España | 2023-     |